# Dorslandtrekkers

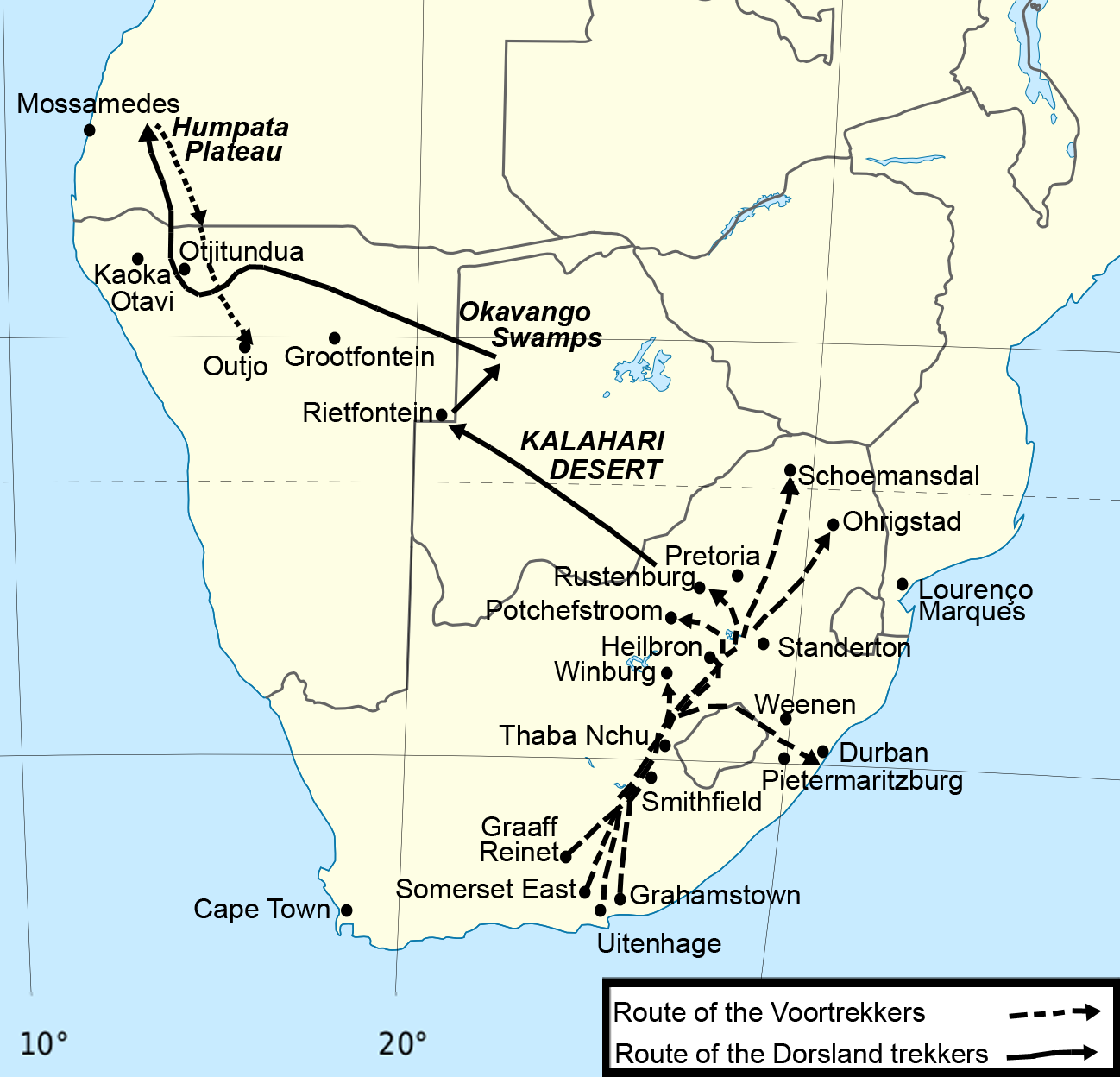
La route des Dorslandtrekkers

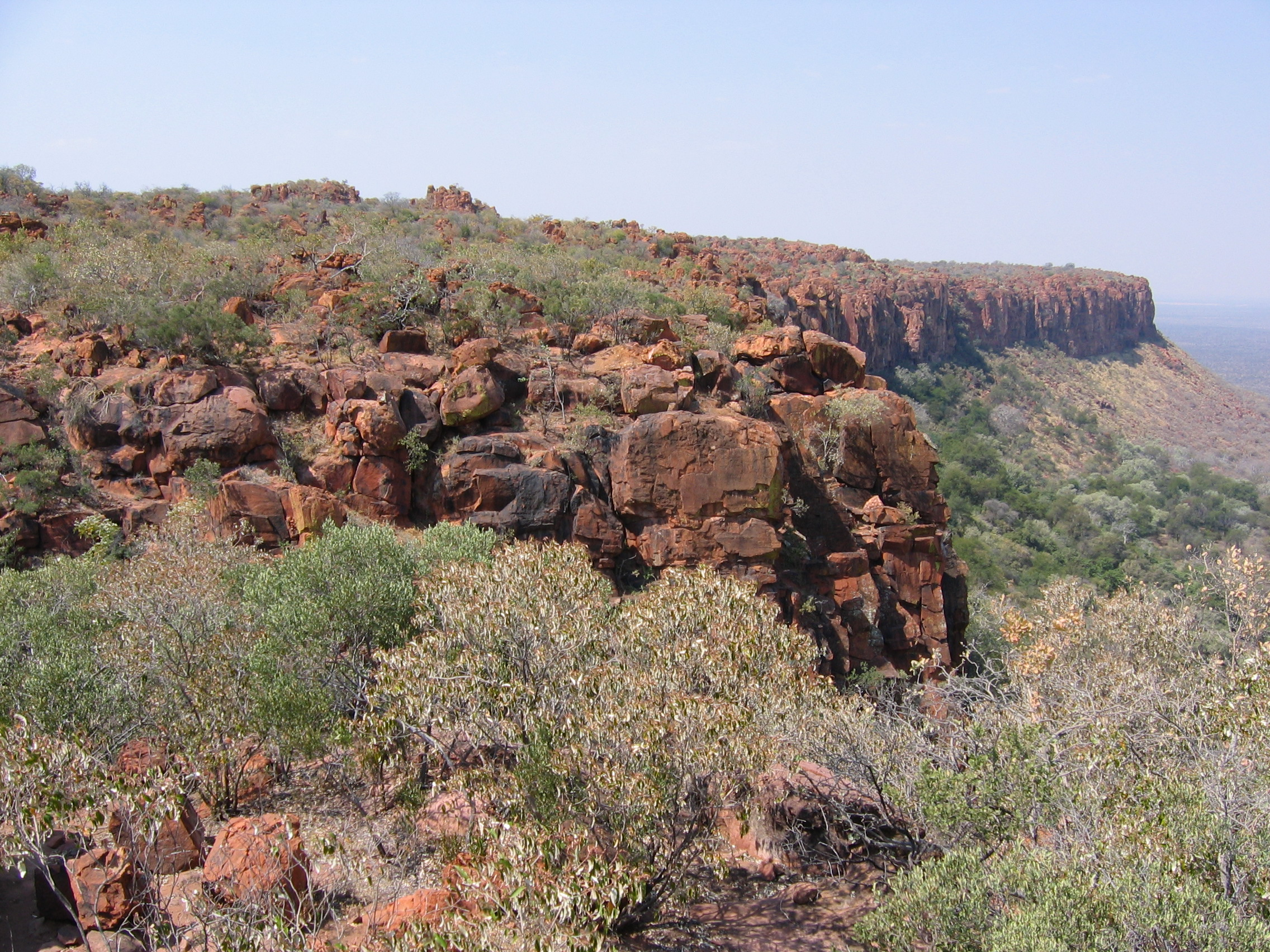
Le plateau du Waterberg en pays Herero

Les Dorslandtrekkers (littéralement en afrikaans : « ceux qui voyagent au pays de la soif ») sont les immigrants boers qui quittèrent la république sud-africaine du Transvaal entre 1874 et 1892 pour le Sud-Ouest africain, en quête de terre promise, et traversèrent le désert du Kalahari pour arriver en Angola.
Leur épopée fut rapportée d'abord par William Worthington Jordaan dans les journaux du Cap.
Après leur traversée du Kalahari, où ils furent décimés par les fièvres et la soif, les Dorslandtrekkers s'arrêtèrent en pays herero au pied des montagnes du Waterberg.
En 1876, ils y rencontrèrent l'explorateur William Worthington Jordaan, un métis du Cap, et sous sa conduite, longèrent le lac salé d'Etosha, contournèrent le pays Ovambo et atteignirent en 1880 les terres fertiles et vertes du plateau de Huíla en Angola portugais où cinquante-cinq de ces familles boers s'établirent à Humpata. Quelques-unes des familles s’établirent plus tard en divers points du Plateau Central, plus au nord. La communauté des "Angola boere" resta très fermée sur elle-même, refusant toute intégration  -  par exemple d'envoyer leurs enfants aux seules écoles existant à l'époque, maintenues par des missionnaires catholiques et utilisant, naturellement, le portugais comme langue d'enseignement. En plus, la communauté était opposée à toute innovation, un peu à la manière des Amish - ce qui conduisit pour beaucoup à un appauvrissement de plus en plus marqué. Très tôt commença par conséquent un mouvement de retour vers le sud, par familles, dont les dernières quittèrent l'Angola en 1975, quand ce pays devint indépendant au milieu d'une guerre civile.
En 1884, Jordaan obtint une concession territoriale du roi Ndonga près de Grootfontein. Le 20 octobre 1885, après avoir sans succès tenté d'obtenir la protection de la colonie du Cap, William Worthington Jordaan fonda avec quarante-cinq familles de Dorslandtrekkers revenus d'Angola la république de Upingtonia.
Les Hereros revendiquèrent cependant ces terres contraignant plusieurs de ces familles boers à émigrer de nouveau vers le plateau du Waterberg ou de retourner vers l'Angola ou même vers le Transvaal.
Le 30 juin 1886, Jordaan était assassiné sur l'ordre apparemment du roi des Ndongas, mettant fin à l'éphémère république de Upingtonia.
Les Dorslandtrekkers ont introduit la langue afrikaans au nord de la rivière Swakop. Mais cette version archaïque de l'afrikaans dit « de la frontière orientale » n'est plus parlée à la fin du XXe siècle que par quelques familles du village d'Ehombe (Kaokoveld) descendantes des serviteurs noirs des Dorslandtrekkers (qui se baptisent eux-mêmes « Boers noirs »).